# Stevenson Archer (1827–1898)
Stevenson Archer (ur. 28 lutego 1827, zm. 2 sierpnia 1898) – amerykański polityk związany z Partią Demokratyczną. W latach 1867–1875 był przedstawicielem drugiego okręgu wyborczego w stanie Maryland w Izbie Reprezentantów Stanów Zjednoczonych.
Jego ojciec Stevenson Archer oraz dziadek John Archer również byli przedstawicielami stanu Maryland w Izbie Reprezentantów Stanów Zjednoczonych.